# Базикіна Єлизавета Сергіївна
Базикіна Єлизавета Сергіївна (рос. Пересильд, Анна Алексеевна; 30 квітня 2000, Сизрань, Самарська область Росія) — російська актриса театру та кіно. Відома насамперед завдяки ролям Насті у серіалі «Надвоє» (2022) та медсестри Наташі у серіалі «Слово пацана. Кров на асфальті» (2023).

## Біографія
Народилася 2000 року у місті Сизрань Самарської області Росії. Навчалася у дитячій школі мистецтв, у 2019 році брала участь у кастингу до групи «Serebro», причому була включена до топ-30, але не пройшла через зріст (173 сантиметри). У 2019 році Базикіна вступила на акторський факультет ГІТІС. Грала у МХАТі, з 2022 року перебуває у трупі Театру на Бронній.
2022 року Базикина знялася в серіалі Валерія Тодоровського «Надвоє». Вона здобула одну з головних ролей — молодої дівчини Насті. Тодоровський розповів про це в інтерв'ю «Известиям»: «Ми влаштували кастинг та проби. У результаті перемогла Ліза Базикина, студентка другого курсу ГІТІСу. Вона сама із міста Сизрань. «Надвоє» — її дебют у кіно, і актриса вже знімається із Сашком Петровим, Данилою Козловським та Ірою Старшенбаум. Це зайвий приклад усім тим, хто намагається розповідати нам, що в кіно потрапляють по блату. Ось будь ласка. Ліза просто прийшла на проби і зробила їх краще за всіх». Рецензент ресурсу «КиноПоиск» охарактеризував Базикину як «талановиту дебютантку», яка вклала у роль «одночасно чарівність юності, жіночу стервозність і неможливість зрозуміти, а чого їй треба». Інші критики також високо оцінили роботу актриси; Базикина увійшла до топ рейтингу «Серіальні відкриття 2022 року».
2023 року Базикина зіграла медсестру Наташу в серіалі «Слово пацана. Кров на асфальті». Завдяки екстраординарному успіху цього шоу актрису у ЗМІ почали зараховувати до «нових зірок російського кіно».
Базикіна отримала роль серіалі «НДР», який вийде на екрани 2024 року. Актриса працює ще й моделлю, з'являючись на подіумі та на обкладинках журналів.

## Фільмографія
| Рік  |   | Українська назва               | Оригінальна назва                    | Роль            |
| ---- | - | ------------------------------ | ------------------------------------ | --------------- |
| 2022 | с | Надвоє                         | рос. Надвое                          | Настя           |
|      | с | Слово пацана. Кров на асфальті | рос. Слово пацана. Кровь на асфальте | Наташа          |
| 2024 | с | НДР                            | рос. ГДР                             | Ліза Покровська |